# Gagarin (Rosja)
Gagarin (ros. Гагарин) – miasto w Rosji, w obwodzie smoleńskim, nad rzeką Gżat´, ok. 210 km na północny wschód od Smoleńska, siedziba administracyjna rejonu gagarińskiego. W 2010 roku liczyło ok. 32 tys. mieszkańców. 
Do 1968 roku miasto nosiło nazwę Gżatsk (ros. Гжатск).
Ośrodek przemysłu maszynowego, elektrotechnicznego i spożywczego. W mieście działają muzea, m.in.krajoznawcze i poświęcone Jurijowi Gagarinowi. Do zabytków zaliczają się sobór Zwiastowania (wzniesiony w latach 1897—1900) oraz cerkwie Ikony Matki Bożej „Wszystkich Strapionych Radość” (1753), Kazańskiej Ikony Matki Bożej (1734–37) i Wniebowstąpienia Pańskiego (1791).
Znajduje się tu stacja kolejowa Gagarin, położona na linii Moskwa – Mińsk – Brześć.

## Historia
W XVII wieku Gżatsk był wzmiankowany jako wieś. Z polecenia cara Piotra I w 1719 roku wybudowano w miejscowości przystań rzeczną na Gżati, z której dostarczano towary do Petersburga. Od połowy XVIII wieku Gżatsk był słobodą, a w 1776 roku otrzymał prawa miejskie i ustanowiony został siedzibą nowo utworzonego ujezdu gżatskiego. W 1968 roku miasto otrzymało nazwę Gagarin na cześć urodzonego w pobliskiej wsi Kłuszyno pierwszego radzieckiego kosmonauty, Jurija Gagarina.

## Nauka i oświata
W mieście znajduje się fila Nowego Uniwersytetu Rosyjskiego.

## Urodzeni w mieście
- Piotr Głazenap – rosyjski wojskowy
- Wacław Kowalski – polski aktor
- Nikołaj Noskow – rosyjski wokalista
- Andriej Tichonow – rosyjski matematyk